# Meunasah Keutapang (Jeunieb)
Meunasah Keutapang is een bestuurslaag in het regentschap Bireuen van de provincie Atjeh, Indonesië. Meunasah Keutapang telt 550 inwoners (volkstelling 2010).